# Flotte du Nord
Pour les articles homonymes, voir Flotte (homonymie).

Emblème de la Flotte du Nord.

La flotte du Nord (en russe : Северный флот) est l'une des quatre flottes formant la marine russe (VMF). Elle comprend notamment la moitié de ses sous-marins.
Son état-major est basé dans la ville de Severomorsk, dans l'oblast de Mourmansk.
Son navire amiral est le croiseur de bataille à propulsion nucléaire lance-missiles Pierre le Grand, de la classe Kirov.

## Histoire

### Origines auXVIIesiècle

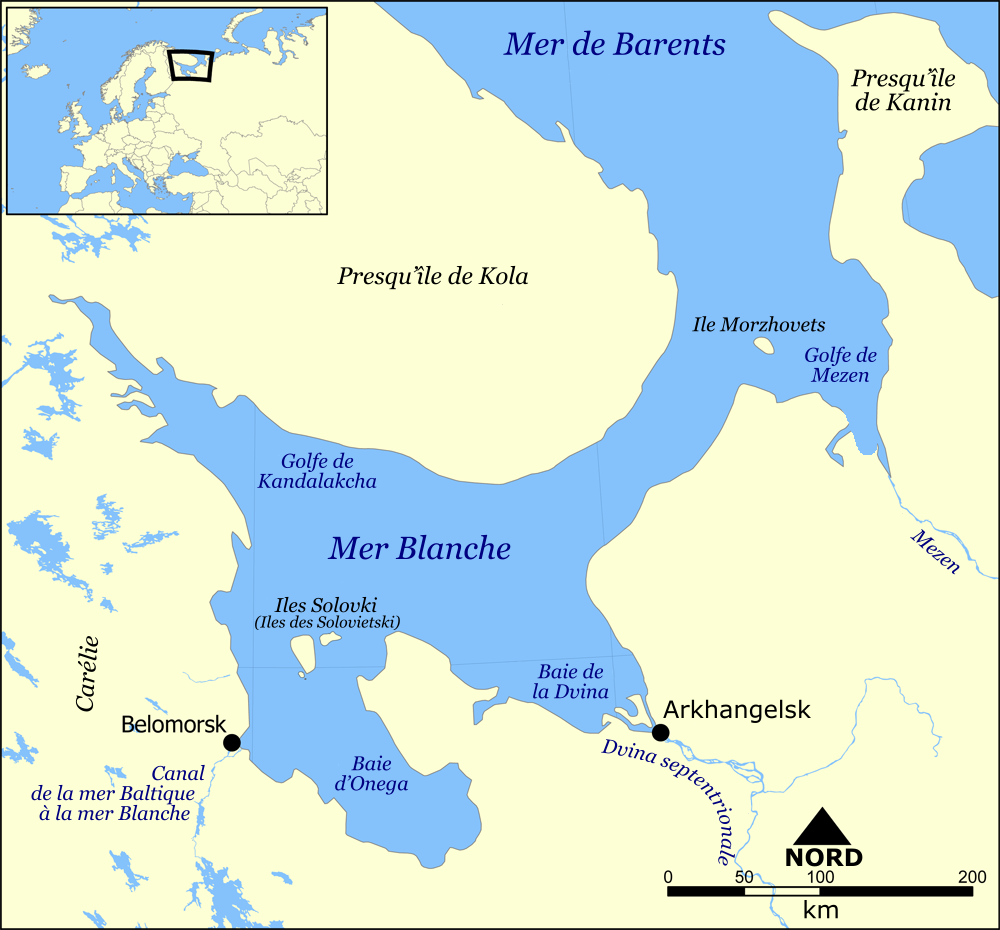
Carte de la Mer Blanche

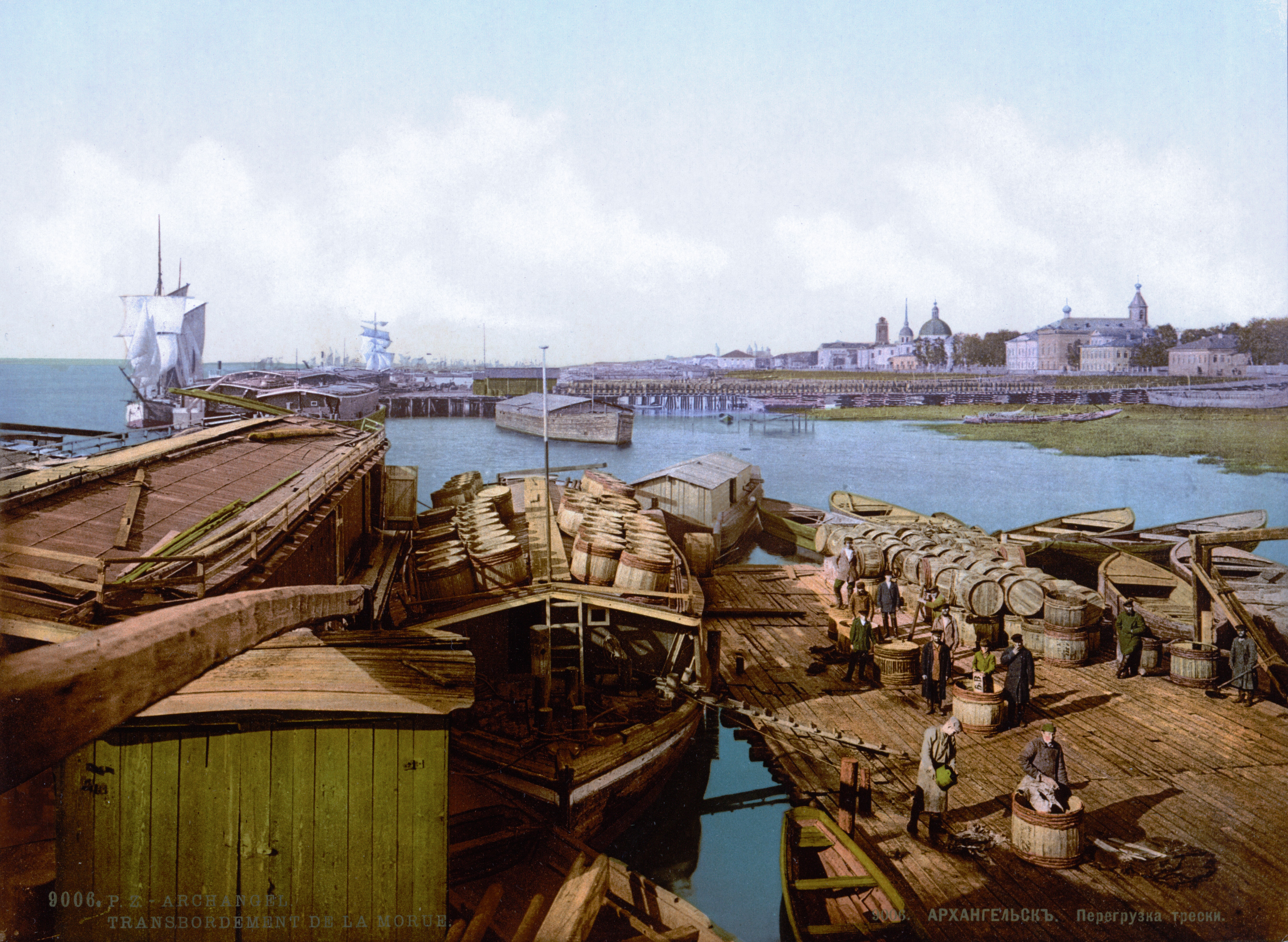
Le port d'Arkhangelsk en 1896 (peinture)

Pierre Ier le Grand a commencé à construire les premiers navires de guerre dans le nord de la Russie à partir de 1693. Pavel Krotov, docteur en sciences historiques, professeur à l'Université d'État de Saint-Pétersbourg, note : « En 1693, la troisième étape de l'histoire du développement de la flotte russe a commencé ». En juillet, Peter I est arrivé à Arkhangelsk dans le but d'y établir la construction navale. Les historiens considèrent la date de fondation en août 1693 du chantier naval Solombala près d'Arkhangelsk comme conditionnelle, mais c'est ce chantier naval, dont 481 navires sont sortis des ateliers, qui est à l'origine de la construction navale de masse en Russie. Le yacht Sviatoï Piotr a été construit ici, sur lequel Pierre le Grand a fait son premier voyage en mer depuis Arkhangelsk. la frégate de 24 canons Sviatoï Pavel, le navire de 44 canons Sviatoïe Prorotchestvo, acheté en Hollande et le yacht Sviatoï Piotr, conduit par Pierre Ier, partirent en mer, accompagnant huit navires marchands anglais. Cependant, ces navires ont ensuite été transférés dans la mer Baltique.
La première base navale du nord de la Russie a été établie le 15 mars 1733. Par décret de l'impératrice Anna Ivanovna, le port militaire d'Arkhangelsk a été fondé ce jour-là, le contre-amiral Piotr Petrovitch Bredal en a été nommé commandant.
L'escadre d'Arkhangelsk, dont la zone de responsabilité comprenait la mer Blanche et la côte de la péninsule de Kola, a existé pendant 132 ans et a été supprimée le 17 mars 1862 en raison de l'absence de menace militaire contre la Russie dans les mers du nord à cette époque.
Cependant, avec le développement de la flotte à vapeur et l'aggravation de la confrontation politico-militaire entre la Russie et la Grande-Bretagne à la fin du XIXe siècle, des propositions sont apparues sur la construction de bases navales et la création de formations permanentes de la flotte russe en Arctique.

### Guerre civile et Seconde Guerre mondiale

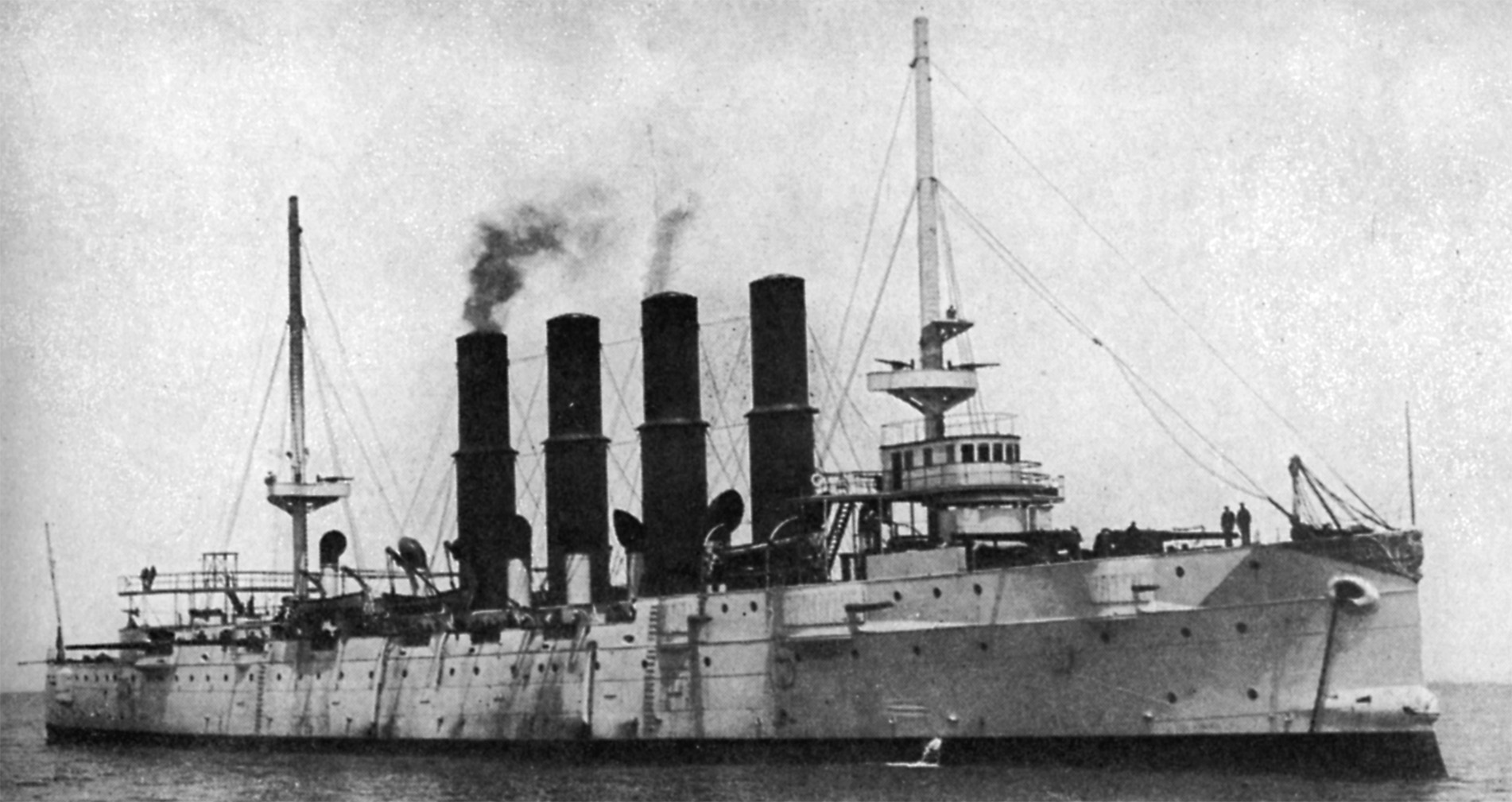
Le croiseur russe Variag en 1904.

Le 30 janvier 1916, pendant la Première Guerre mondiale, par décret du dernier empereur russe Nicolas II, un détachement de défense de la Baie de Kola est formé, composé de deux croiseurs auxiliaires, d'un poseur de mines, d'un dragueur de mines et d'un navire de transport. Le 2 juillet 1916, la flottille de l'océan Arctique est formée, dont la base est Romanov-sur-Mourman, la future Mourmansk, fondée le 6 juillet de la même année. La flottille était composée de 89 navires et navires, parmi lesquels se trouvaient le premier sous-marin militaire russe Delfin, le croiseur Varyag (coulé lors de la Bataille de Chemulpo, renfloué par les japonais et revendu en mars 1916 à la Russie pour une somme de 4 000 000 yens), deux brise-glaces - le Svyatogor (futur Krasin) et le Mikula Selianinovitch.
Pendant la guerre civile et l'intervention étrangère dans le Nord, la plupart des navires et navires de la flottille de l'océan Arctique ont été perdus. À partir des navires survivants, ainsi que de la composition du navire de la flottille de la Dvina du Nord, le gouvernement soviétique a formé en avril-mai 1920 les « Forces navales de la mer du Nord » (MSSM). Cette connexion avait pour tâche d'assurer la sécurité des frontières maritimes nord de la RSFSR, couvrant la navigation et la protection des pêches maritimes. La composition navale du MSSM était très diversifiée : 1 cuirassé, 3 croiseurs auxiliaires, 3 croiseurs dragueurs de mines, 2 destroyers, 2 dragueurs de mines, 1 sous-marin, une division de patrouilleurs (4 unités), une division de chasseurs navals (5 unités), une division de navires de transport, 1 batterie flottante, 2 navires messagers, un détachement fluvial de navires. De nombreux navires étaient dans un état techniquement défectueux et, en l'absence d'une base de réparation navale et de conditions de base appropriées dans le Nord, ont été progressivement mis hors service ou transférés à l'économie nationale. À la fin de 1921, la composition de la flottille était réduite à 2 croiseurs, 6 dragueurs de mines, 6 chasseurs et 1 navire auxiliaire. En janvier 1923, le quartier général du MSSM est dissous et les navires sont transférés à la flottille frontalière de l'OGPU de l'URSS.

### Entre-deux-guerres
La plus jeune de toutes les flottes militaires de Russie a été créée en URSS sous le nom de flottille militaire du Nord par une circulaire du chef d'état-major de l'Armée rouge du 1er juin 1933. À travers le canal mer Blanche-Baltique nouvellement construit depuis la Baltique, dans le cadre de l'expédition spéciale (EON-1), sous le commandement du vaisseau amiral du 2e rang Z. A. Zakoupnev devient le premier commandant de la flottille composée des destroyers Ouritski et Rykov, des navires de patrouille Ouragan et Smertch et les sous-marins de Classe Dekabrist D-1 Dekabrist et D-2 Narodovolets. Le 5 août 1933, ils arrivèrent à Mourmansk, où ils firent partie de la flottille militaire du Nord. Le 11 mai 1937, sur ordre du commissaire du peuple à la défense Kliment Vorochilov, la flottille est transformée en flotte du Nord (en 2014, la date de formation de la flotte du Nord est avancée de 1937 à 1733, date de la fondation du port militaire d'Arkhangelsk) sur ordre du commandant de la flotte. À cette époque, des bases et des aérodromes étaient activement construits dans le Nord, une garde côtière et une base de construction navale étaient en cours de création. En 1938, le sous-marin D-1 a passé 120 jours en mer, parcourant plus de 11 000 milles. En 1938, le sous-marin "D-3" pour la première fois dans l'histoire de la Marine a effectué une navigation de 30 minutes entièrement passée sous la glace.
Le 22 mai 1938, Konstantin Ivanovitch Douchenov, commandant de la flotte du Nord, a été arrêté sur de fausses accusations, puis exécuté.
La Flotte du Nord a reçu son premier baptême du feu lors de la guerre avec la Finlande en 1939-1940. À la suite de l'occupation des ports de Liinakhamari et de Petsamo, les forces de la flotte ont privé la Finlande de la possibilité de recevoir une assistance par mer des pays d'Europe occidentale et ont assuré le transport de personnel et d'équipement sur le flanc côtier, et ont également protégé leur côte.

### Grande Guerre patriotique
Au début de la Grande Guerre patriotique, la flotte du Nord comptait 15 sous-marins, huit destroyers, sept patrouilleurs et d'autres classes de navires, son aviation se composait de 116 avions de combat. Pendant la guerre, elle triple ses armements.
Les forces de la flotte du Nord ont détruit plus de 200 navires de guerre et navires auxiliaires, plus de 400 transports d'un tonnage total de plus d'un million de tonnes et environ 1300 avions ennemis. L'escorte a été fournie pour 76 convois alliés avec 1463 transports et 1152 navires d'escorte. 1548 convois ont été effectués le long des communications internes de l'océan Arctique. Des formations et des unités de la flotte opérant sur le front terrestre ont exterminé des dizaines de milliers de soldats et officiers fascistes.
Dans les batailles, la flotte du Nord a perdu 3 destroyers - Stremitelny, Sokrouchitelny, Deïatelny, 23 sous-marins, 16 patrouilleurs, 13 dragueurs de mines, 12 torpilleurs, 3 bateaux de type "grand chasseur de mer", 7 bateaux "petit chasseur de mer", 9 patrouilleurs. Pertes en personnel - 10 905 personnes.
Les exploits des Sévémororiens[Qui ?] dans la Grande Guerre patriotique sont entrés fièrement dans l'histoire héroïque des Forces armées. Le 7 mai 1965, en commémoration du 20e anniversaire de la Victoire dans la Grande Guerre patriotique de 1941-1945, la flotte du Nord reçoit l'Ordre de la bannière rouge.

### Guerre froide et nucléarisation
Dans les années d'après-guerre, la flotte devient nucléaire, lance-missile, océanique.
En septembre 1955, pour la première fois au monde, un missile balistique est lancé depuis un sous-marin en mer Blanche. Le 1er juillet 1958, le drapeau naval a été hissé sur le premier sous-marin nucléaire domestique (NPS) K-3 (plus tard appelé Leninsky Komsomol). Le 10 avril 1959, le sous-marin nucléaire K-3 est devenu une partie de la Flotte du Nord. En 1966, un détachement de sous-marins de la Flotte du Nord effectue un tour du monde en groupe, parcourant 25 000 milles sans un seul affleurement.
Le 23 juillet 1959, le premier commandant du premier sous-marin nucléaire Leninsky Komsomol, le capitaine de 1er rang Leonid Osipenko, a reçu le titre de héros de l'Union soviétique. Cette récompense était la première parmi les sous-mariniers de la Flotte du Nord après la Grande Guerre patriotique.
La flotte était en constante évolution jusqu'à la fin de l'URSS: par exemple, en 1991, des avions embarqués décollent à partir du porte-aéronefs STOBAR Amiral Kuznetsov de la flotte de l'Union soviétique.

### Renaissance de la flotte du Nord

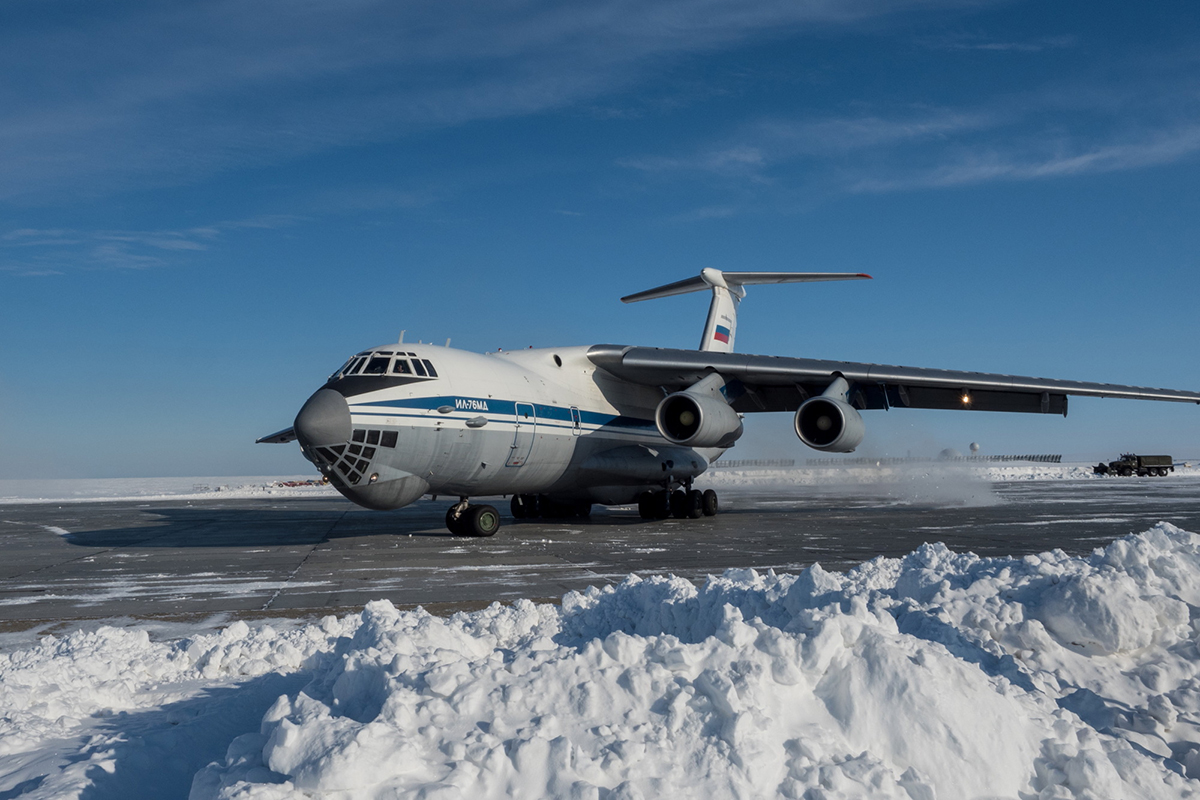
Iliouchine Il-76 sur la piste de Nagourskoïé

Depuis 2007, sur l'île Terre d'Alexandra dans l'Archipel François-Joseph, se situe la base militaire Arctic Shamrock armée par 150 soldats ; elle comporte l'aérodrome Nagourskoïé et un système de défense côtière Bastion.
Depuis 2013, la Flotte du Nord est une association stratégique interspécifique. L'une de ses tâches est le développement de l'infrastructure militaire de la zone arctique.
En 2010, avec les deux flottes de la Baltique de la bannière rouge, le 1er commandement de l'armée de l'air et de la défense aérienne, l'ordre de Lénine de Moscou et les districts militaires de l'ordre de Lénine de Lénine, la flotte du nord de la bannière rouge est devenue une partie du nouveau district militaire ouest. Cependant, déjà en novembre 2014, le cinquième commandement stratégique, Sever, a été créé sur la base de la flotte du Nord. La flotte du Nord est le cinquième district militaire des forces armées russes. La zone de responsabilité comprend 4 entités constitutives de la fédération de Russie : les régions de Mourmansk et d'Arkhangelsk, la République des Komis et l'Okrug autonome Nenets.

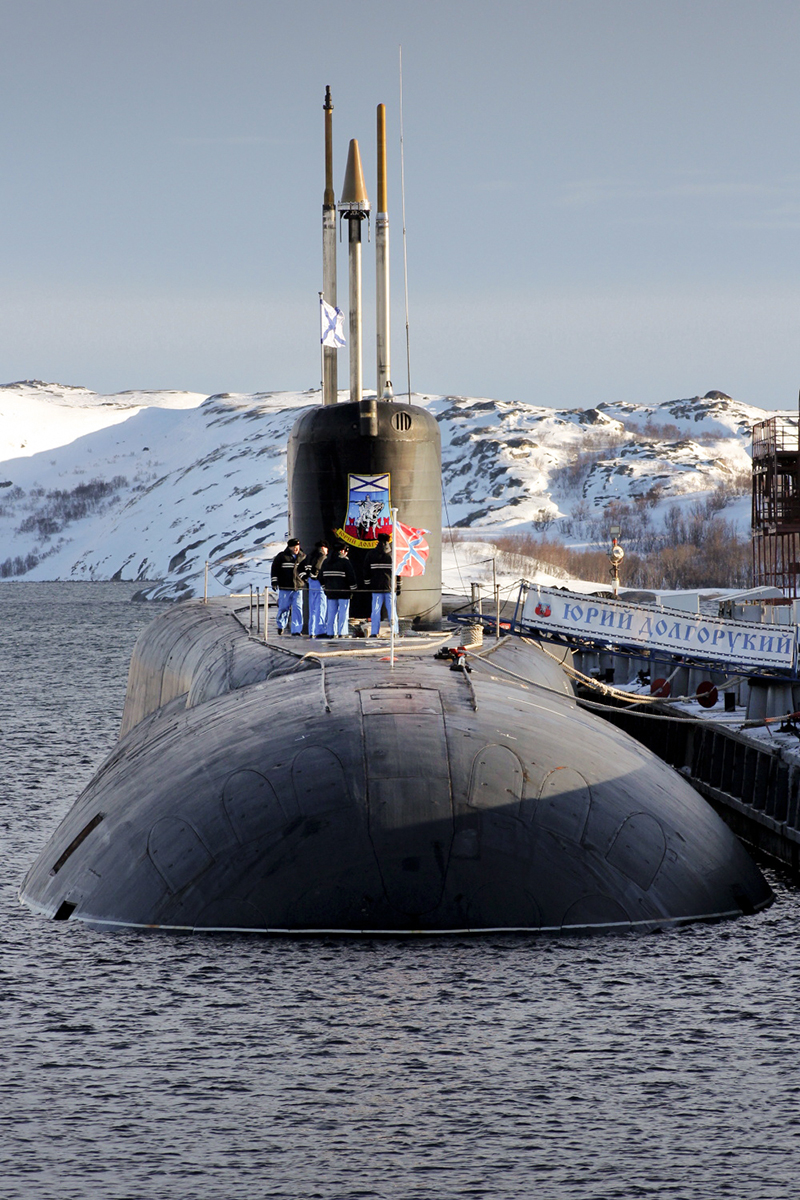
Le SNLE K-535 Iouri Dolgorouki à Mourmansk

La base principale de la flotte du Nord est la Ville fermée de Severomorsk. Les principales forces de frappe sont les sous-marins nucléaires lanceurs de missiles, l'aviation d'attaque et anti-sous-marine, les navires lance-missiles, porte-aéronefs et navires anti-sous-marins. Le seul croiseur porte-aéronefs russe amiral Kuznetsov avec un régiment d'aviation et les croiseurs nucléaires lourds sont basés dans cette flotte.
Créé en décembre 2014, le district militaire/commandement stratégique interarmées de la flotte du Nord, le plus récent en date de mars 2019, n'a à cette date pas été intégré dans la rotation des exercices stratégiques annuels. Il a participé à des exercices d’alerte, s'est entraîné en parallèle à Zapad 2017, mené dans le district militaire Ouest, et a participé directement à Vostok 2018.

## Sites
- Base navale
- Chantier naval
- Combustible nucléaire usé
- Déchets radioactif

Installations de la Flotte du Nord. Les symboles représentent de haut en bas :

La Fondation Bellona indique que la principale base de la flotte du Nord est à Severomorsk et qu'elle utilise six bases navales supplémentaires :
- la base navale de Poliarny, à Poliarny, dans la baie d'Olenia ;
- la base navale de Gadjievo, à Gadjievo (Iagelnaïa/Saïda) ;
- la base navale de Vidiaïevo, à Vidiaïevo (baie d'Oura et baie d'Ara) ;
- Bolshaïa Lopatka (Litsa Guba), et ;
- la base navale de Gremikha.

Une de ses principales bases aériennes est Severomorsk-3. Elle est située près de Mourmansk sur la péninsule de Kola, 
ZEVS est une installation qui transmet des messages aux sous-marins submergés en eau profonde en utilisant des ondes extrêmement basse fréquence est juste au sud de cette base.
Les brise-glaces nucléaires de classe Arktika sont basés à Mourmansk. Des chantiers navals sont situés à Mourmansk, Severodvinsk, Rosliakovo, Poliarny, Nerpa et Malaïa Lopatka. Les combustibles nucléaires usagés sont entreposés dans des sites à Mourmansk, Gremikha, Severodvinsk et dans la baie Andreïeva.

## Commandants
| Nom                                                    | Grade                       | Début du commandement | Fin du commandement |
| ------------------------------------------------------ | --------------------------- | --------------------- | ------------------- |
| Zakhar Alexandrovitch Zakoupnev (ru) Flottille du Nord | Officier supérieur 1er rang | 29 mai 1933           | 13 mars 1935        |
| Konstantin Ivanovitch Douchenov (ru) Flottille du Nord | Officier supérieur 1er rang | 13 mars 1935          | 11 mai 1937         |
| Konstantin Ivanovitch Douchenov Flotte du Nord         | Officier supérieur 1er rang | 11 mai 1937           | 28 mai 1938         |
| Valentin Petrovitch Drozd                              | Vice-amiral                 | 28 mai 1938           | 26 juillet 1940     |
| Arseni Golovko                                         | Amiral                      | 26 juillet 1940       | 4 août 1946         |
| Vassili Ivanovitch Platonov (ru)                       | Amiral                      | 4 août 1946           | 23 avril 1952       |
| Andreï Trophimovitch Tchabanenko (ru)                  | Amiral                      | 23 avril 1952         | 28 février 1962     |
| Vladimir Kazatonov                                     | Amiral                      | 28 février 1962       | 2 juin 1964         |
| Semyon Mikhaïlovitch Lobov (ru)                        | Amiral de la Flotte         | 2 juin 1964           | 3 mai 1972          |
| Gueorgui Mikhaïlovitch Egorov (ru)                     | Amiral de la Flotte         | 3 mai 1972            | 1er juillet 1977    |
| Vladimir Nikolaïevitch Tchernavine (ru)                | Amiral de la Flotte         | 1er juillet 1977      | 16 décembre 1981    |
| Arkadi Petrovitch Mikhaïlovski (ru)                    | Amiral                      | 16 décembre 1981      | 25 février 1985     |
| Ivan Matveïevitch Kapitanets (ru)                      | Amiral                      | 25 février 1985       | 19 mars 1988        |
| Felix Nikolaïevitch Gromov (ru)                        | Amiral                      | 19 mars 1988          | 14 mars 1992        |
| Oleg Alexandrovitch Erofeïev (ru)                      | Amiral                      | 14 mars 1992          | 29 janvier 1999     |
| Viatcheslav Alexeïevitch Popov                         | Amiral                      | 29 janvier 1999       | 15 décembre 2001    |
| Guennadi Alexandrovitch Souchkov (ru)                  | Amiral                      | 16 décembre 2001      | 29 mai 2004         |
| Mikhaïl Leopoldovitch Abramov (ru)                     | Amiral                      | 29 mai 2004           | 26 septembre 2005   |
| Vladimir Sergueïevitch Vyssotski (ru)                  | Amiral                      | 26 septembre 2005     | 11 septembre 2007   |
| Nikolaï Mikhaïlovitch Maksimov (ru)                    | Vice-amiral                 | 12 septembre 2007     | 30 mars 2011        |
| Andreï Olgertovitch Volojinski                         | Contre-amiral               | 30 mars 2011          | 24 juin 2011        |
| Vladimir Ivanovitch Korolev                            | Amiral                      | 24 juin 2011          | novembre 2015       |
| Nikolaï Ievmenov                                       | Vice-Amiral                 | novembre 2015         | 3 mai 2019          |
| Aleksandr Moïsseïev                                    | Amiral                      | 3 mai 2019            | 10 mars 2024        |

## Équipement en 2017
(septembre 2017).

### Porte-aéronefs
- Le porte-aéronefs Amiral Kouznetsov toujours immobilisé en 2025 depuis 2017, avenir incertain.

### Croiseurs
- Le croiseur nucléaire lance-missiles Pierre le Grand,

- Le croiseur nucléaire lance-missiles Admiral Nakhimov (en modernisation, retrouvera le service après 2022 selon les prévisions de 2019)[4].
- Le croiseur lance-missiles Maréchal Oustinov (transfert à la flotte du Pacifique fin 2011),

### Sous-marins
- Les sous-marins nucléaires de la classe Typhoon (SNLE), Dmitri Donskoï, Arkhangelsk et Severstal (les deux derniers sont en réserve),
- Les sous-marins nucléaires de la classe Delta IV, Iekaterinbourg, Toula, Karelia, Bryansk et Verkhotourie (un en réparation),
- Les sous-marins nucléaires de la classe Oscar II, Voronej, Oryol et Smolensk,
- 13 sous-marins nucléaires d'attaque,
- 9 sous-marins d'attaque diesel (dont 7 de la classe Kilo).

### Navires de lutte anti sous-marins
- Les grands navires anti-sous-marins Severomorsk, Amiral Levtchenko et Amiral Tchabanenko (deux autres en réserve),
- 9 petits navires anti-sous-marins (corvettes anti-sous-marines).

### Autres navires
- Le destroyer Gremiachtchy,
- La corvette furtive Steregouchtchi (une autre en construction),
- 3 petits navires lance-missiles (corvettes lance-missiles),
- 10 dragueurs de mines,
- 5 navires de débarquement (un en réserve),
- 19 autres navires.

### Équipements divers
- Insertion de nouveaux missiles S-400, des missiles sol-air en 2015.

### Force aérienne
La 45e armée de l'air et des forces de défense aérienne depuis 2015.

### Infanterie de marine et défense côtière
- 14e corps d'armée : 
  - 80e brigade de fusiliers motorisés de l'Arctique, à Alakourtti[5](brigade arctique équipée de  122-mm 2S1 Gvozdika, BTR-82A capacités de 2016)[6]
  - 200e brigade de fusiliers motorisés, à Petchenga avec de Tor-M2DT anti-aérien[7],[8],[9] (bataillon de tanks équipé de T-80BVM MBT en 2020[10]; brigade déployée en Ukraine en février 2022[11] et bataillon de réserve en Ukraine juillet 2022)[12]
- Infanterie navale/ Forces spéciales
  - 61e brigade d'infanterie de marine[11]
  - 420e unité de reconnaissance Spetsnaz à Zverosovkhoz
- Défense côtière : 536e brigade côtière de missiles 3–5 K-300P Bastion-P ; 1–2 Bal battalions)[13],[14],[15].
  - missiles anti-navires Kh-35 déployés sur la péninsule Sredni[16] et la terre François-Joseph (planifié pour être déployé tout le long de la Route maritime du Nord)[17]
  - K-300P Bastion-P et P-800 Oniks missiles côtiers sur la terre François-Joseph et l'île Kotelny[18],[19].